# HD 178911 Bb
HD 178911 Bb (بالإنجليزية: HD 178911 Bb)‏ الذي يرمز له بالرمز HD 178911Bb، هو كوكب خارج المجموعة الشمسية، في كوكبة القيثارة، يتبع HD 178911 B ‏.

## الاكتشاف
اكتشف في 4 أبريل 2001.